# Picris willkommii
Picris willkommii là một loài thực vật có hoa trong họ Cúc. Loài này được (Sch.Bip.) Nyman miêu tả khoa học đầu tiên.